# Кешанли джамия
Кешанли Бинбаши Хюсеин ага джамия или Кешанлъ джамия (на македонска литературна норма: Кешанли џамија; на турски: Keşanlı Binbaşı Hüseyin Ağa Camii; на албански: Xhamia e Keshanit) е мюсюлмански храм, намиращ се в град Охрид, Северна Македония. Сградата е обявена за важно културно наследство на Република Македония.
Джамията е разположена в Горна Влашка махала, на кръстовището на улиците „Марко Нестороски“ и „Васил Главинов“. Изградена е в 1874 година от Кешанли Бинбаши Хюсеин ага.
Джамията е с квадратна основа и покрив на четири води с керемиди. По цялата широчина на северозападната страна е изграден по-нов трем, покрит с покрив на три води. Минарето, което има осмоъгълен постамент и полигонално тяло, е разположено на западната страна. До него се стига по стълби от вътрешността. Градежът е от необработен камък в долните части, кирпич за стените, които по-късно са измазани и обработени каменни блокове за минарето.
Във вътрешността има полукръгла михрабна ниша и дървени минбар и махвил, изградени в по-ново време. В интериора няма декорация. Осветлението става през прозорци, поставени в два реда на югозападната и североизточната страна и три прозореца на югозападната страна в горния ред.